# مبارک الخاطر
مبارک الخاطر (انگلیسی: Mubarak Al-Kaater؛ زادهٔ ۸ ژانویهٔ ۱۹۶۶) بازیکن فوتبال اهل قطر است.
وی به همراه تیم ملی فوتبال قطر در بازی‌های المپیک تابستانی ۱۹۸۴ شرکت کرده است.